# Тоні Траберт
Тоні Траберт (англ. Tony Trabert; 16 серпня 1930 — 3 лютого 2021) — колишній американський тенісист.
Найвищу одиночну позицію світового рейтингу — 1 місце досяг 1953 (за даними Ленса Тінґея), парну — 1 місце — 1955 року.
Здобув 56 одиночних титулів.
Перемагав на турнірах Великого шолома в одиночному та парному розрядах.
Завершив кар'єру 1963 року.

## Фінали основних турнірів
Джерело: 

### Турніри Великого шолома

#### Одиночний розряд: 5 (5 перемог)
| Результат | Рік  | Турнір                | Покриття | Суперник      | Рахунок            |
| --------- | ---- | --------------------- | -------- | ------------- | ------------------ |
| Перемога  | 1953 | Чемпіонат США         | Трава    | Вік Сайксес   | 6–3, 6–2, 6–3      |
| Перемога  | 1954 | Чемпіонат Франції     | Ґрунт    | Арт Ларсен    | 6–4, 7–5, 6–1      |
| Перемога  | 1955 | Чемпіонат Франції (2) | Ґрунт    | Свен Давідсон | 2–6, 6–1, 6–4, 6–2 |
| Перемога  | 1955 | Вімблдонський турнір  | Трава    | Курт Нільсен  | 6–3, 7–5, 6–1      |
| Перемога  | 1955 | Чемпіонат США (2)     | Трава    | Кен Роузволл  | 9–7, 6–3, 6–3      |

#### Парний розряд: 6 (5–1)
| Результат | Рік  | Турнір               | Покриття | Партнер      | Суперники                                 | Рахунок                 |
| --------- | ---- | -------------------- | -------- | ------------ | ----------------------------------------- | ----------------------- |
| Перемога  | 1950 | Чемпіонат Франції    | Ґрунт    | Білл Талберт | Ярослав Дробний (тенісист) Ерік Стерджесс | 6–2, 1–6, 10–8, 6–2     |
| Перемога  | 1954 | Чемпіонат Франції    | Ґрунт    | Вік Сайксес  | Лью Гоуд Кен Роузволл                     | 6–4, 6–2, 6–1           |
| Поразка   | 1954 | Вімблдонський турнір | Трава    | Вік Сайксес  | Рекс Гартвіг Мервін Роуз                  | 4–6, 4–6, 6–3, 4–6      |
| Перемога  | 1954 | Чемпіонат США        | Трава    | Вік Сайксес  | Лью Гоуд Кен Роузволл                     | 3–6, 6–4, 8–6, 6–3      |
| Перемога  | 1955 | Чемпіонат Австралії  | Трава    | Вік Сайксес  | Лью Гоуд Кен Роузволл                     | 6–3, 6–2, 2–6, 3–6, 6–1 |
| Перемога  | 1955 | Чемпіонат Франції    | Ґрунт    | Вік Сайксес  | Нікола П'єтранджелі Орландо Сірола        | 6–1, 4–6, 6–2, 6–4      |

### Турніри Про-Слем
Джерело:

#### Одиночний розряд: 4 (2–2)
| Результат | Рік  | Турнір      | Покриття | Суперник       | Рахунок                 |
| --------- | ---- | ----------- | -------- | -------------- | ----------------------- |
| Перемога  | 1956 | French Pro  | Ґрунт    | Панчо Гонсалес | 6–3, 4–6, 5–7, 8–6, 6–2 |
| Поразка   | 1958 | Wembley Pro | Закритий | Френк Седжмен  | 4–6, 3–6, 4–6           |
| Перемога  | 1959 | French Pro  | Ґрунт    | Френк Седжмен  | 6–4, 6–4, 6–4           |
| Поразка   | 1960 | U.S. Pro    | Закритий | Алекс Олмедо   | 5–7, 4–6                |

## Досягнення в одиночних змаганнях
1955 року Траберт почав виступати на професійних турнірах і відтоді не мав права на участь у аматорських турнірах Великого шлему аж до початку відкритої ери, першим турніром якої став Відкритий чемпіонат Франції з тенісу 1968.
| W | Ф | ПФ | ЧФ | #Р | КТ | К# | DNQ | A | NH |

|                                        | 1948                   | 1949                   | 1950                   | 1951                   | 1952                   | 1953                   | 1954                   | 1955                   | 1956                   | 1957                   | 1958                   | 1959                   | 1960                   | 1961                   | 1962                   | 1963                   | SR     | В-П   | Win % |
| Турніри Великого шлему                 | Турніри Великого шлему | Турніри Великого шлему | Турніри Великого шлему | Турніри Великого шлему | Турніри Великого шлему | Турніри Великого шлему | Турніри Великого шлему | Турніри Великого шлему | Турніри Великого шлему | Турніри Великого шлему | Турніри Великого шлему | Турніри Великого шлему | Турніри Великого шлему | Турніри Великого шлему | Турніри Великого шлему | Турніри Великого шлему | 5 / 16 | 58–11 | 84.1  |
| -------------------------------------- | ---------------------- | ---------------------- | ---------------------- | ---------------------- | ---------------------- | ---------------------- | ---------------------- | ---------------------- | ---------------------- | ---------------------- | ---------------------- | ---------------------- | ---------------------- | ---------------------- | ---------------------- | ---------------------- | ------ | ----- | ----- |
| Відкритий чемпіонат Австралії з тенісу |                        |                        |                        |                        |                        |                        | 2р                     | ПФ                     | не мав права на участь | не мав права на участь | не мав права на участь | не мав права на участь | не мав права на участь | не мав права на участь | не мав права на участь | не мав права на участь | 0 / 2  | 4–2   | 66.7  |
| Відкритий чемпіонат Франції з тенісу   |                        |                        | 4р                     |                        | 4р                     |                        | П                      | П                      | не мав права на участь | не мав права на участь | не мав права на участь | не мав права на участь | не мав права на участь | не мав права на участь | не мав права на участь | не мав права на участь | 2 / 4  | 18–2  | 90.0  |
| Вімблдонський турнір                   |                        |                        | 2р                     |                        |                        |                        | ПФ                     | П                      | не мав права на участь | не мав права на участь | не мав права на участь | не мав права на участь | не мав права на участь | не мав права на участь | не мав права на участь | не мав права на участь | 1 / 3  | 13–2  | 86.7  |
| Відкритий чемпіонат США з тенісу       | 3р                     | 2р                     | 1р                     | ЧФ                     |                        | П                      | ЧФ                     | П                      | не мав права на участь | не мав права на участь | не мав права на участь | не мав права на участь | не мав права на участь | не мав права на участь | не мав права на участь | не мав права на участь | 2 / 7  | 23–5  | 82.1  |
| Турніри Про-Слем                       | Турніри Про-Слем       | Турніри Про-Слем       | Турніри Про-Слем       | Турніри Про-Слем       | Турніри Про-Слем       | Турніри Про-Слем       | Турніри Про-Слем       | Турніри Про-Слем       | Турніри Про-Слем       | Турніри Про-Слем       | Турніри Про-Слем       | Турніри Про-Слем       | Турніри Про-Слем       | Турніри Про-Слем       | Турніри Про-Слем       | Турніри Про-Слем       | 2 / 19 | 27–17 | 61.4  |
| U.S. Pro                               |                        |                        |                        |                        |                        |                        |                        |                        | ПФ                     | ПФ                     | ПФ                     |                        | Ф                      |                        |                        | ЧФ                     | 0 / 5  | 5–5   | 50.0  |
| French Pro                             | не проводили           | не проводили           | не проводили           | не проводили           | не проводили           | не проводили           | не проводили           | не проводили           | П                      | NH                     | ЧФ                     | П                      | ПФ                     | ПФ                     | 1р                     | 1р                     | 2 / 7  | 11–5  | 68.8  |
| Wembley Pro                            | NH                     |                        |                        |                        |                        |                        | NH                     | NH                     | ПФ                     |                        | Ф                      | ПФ                     | ЧФ                     | ЧФ                     | ЧФ                     | ЧФ                     | 0 / 7  | 11–7  | 61.1  |
| В-П                                    | 2–1                    | 1–1                    | 3–3                    | 4–1                    | 3–1                    | 6–0                    | 16–3                   | 23–1                   | 6–2                    | 1–1                    | 4–3                    | 6–1                    | 5–3                    | 3–2                    | 1–2                    | 1–3                    | 7 / 35 | 85–28 | 75.2  |

Тут не наведено результатів Pro Tours.

Джерело: